# Elaboració secundària
En psicoanàlisi, l'elaboració secundària és un procés psíquic que Freud descriu dins les 4 parts del «treball del somni», responsable de la seua formació, i les altres tres en són: la condensació, el desplaçament i els procediments onírics de figuració, subjectes, segons la teoria psicoanalítica, a la consideració de la representabilitat.

## El procés d'elaboració i les seues funcions
La necessitat de la descripció de l'elaboració secundària com una peça de la teoria sorgeix d'una constatació que Freud fa en l'experiència clínica: no tots els elements de contingut oníric que els pacients li relaten venen dels pensaments onírics inconscients, sinó que hi actuaria també una funció psíquica capaç d'incorporar altres elements provinents dels pensaments conscients. La funció que compleix aquesta instància d'elaboració secundària pot classificar-se com a part de la censura, però a més estableix nexes entre les diferents parts d'un somni, hi penja afegiments que, en estar allí, permeten recordar-lo i relatar-lo. En cas contrari, les immenses llacunes lògiques i associatives entre components d'un somni en farien impossible la narració.
L'elaboració secundària actuaria llavors com una mena de «farcit» de què es val el treball del somni per collar continguts.

## Moment en què opera
El procés pot ocórrer, segons Freud, en tres moments distints: poc abans de despertar; immediatament després (en l'esforç de recordar-lo); o en la sessió analítica (en intentar contar-lo).

Jean Laplanche i J. B. Pontalis defineixen el procés d'elaboració secundària com la
«recomposició del somni destinada a presentar-lo en forma d'un guió relativament coherent i comprensible.»
Tot i que com el mateix nom indica, constitueix una espècie de segon temps del treball del somni, que el procés actue sobre els encobriments ja realitzats per la condensació i els desplaçaments, no significa per a Freud que siga una cosa que ocorre a part o després de conclòs el treball del somni: l'elaboració secundària hi és present des del principi i exercirà una influència selectiva sobre el material que es considera en elaborar el somni. Fenòmens com «jo en el meu somni sabia molt bé que estava somiant i volia ordenar-lo per recordar-lo després» o «dins del somni em semblava que calia trobar alguna lògica al que succeïa» són freqüents en els relats dels pacients en psicoanàlisi i corresponen a l'elaboració secundària operant abans de despertar.
Aquesta darrera característica és rellevant per a assentar els pilars de la tècnica psicoanalítica: Freud fou el primer a basar el seu mètode d'interpretació, ja no en el desxiframent de claus o símbols aliens a la persona com a individu, sinó en les associacions lliures que el pacient fa en narrar el somni.
Aquest relat -que inclou l'elaboració secundària i que succeeix en el marc de la situació analítica i transferencial, és a dir, en l'enquadrament de la sessió de psicoanàlisi- és el somni que s'analitzarà i interpretarà. Freud vol deixar clar amb aquest plantejament que no proposa identificar el somni sols amb el desig inconscient i amb els seus continguts latents, sinó amb aquell producte complet del treball del somni, la formació onírica amb els seus quatre components.